# Bauzenbach (Epbach)
Der Bauzenbach ist ein wenig über 2 km langer Bergbach im Gebiet der Kleinstadt Waldenburg im baden-württembergischen Hohenlohekreis, der kurz vor dem Rebbigshof der Stadt von links und Süden in den mittleren Epbach mündet.

## Geographie

### Verlauf
Der Bauzenbach entsteht wenig unterhalb des Nordtraufs der Waldenburger Berge beim Friedhof des Wohnplatzes Streithof von Waldenburg im Hangwald auf etwa 450 m ü. NHN. Der Bach fließt steil und geschlungen durch das Waldgewann Kappelhau bergab etwa nach Nordnordosten.
Nach etwa 0,7 km fließt aus dem Südosten auf nurmehr etwa 365 m ü. NHN ein zweiter, wenig kürzerer Quellast zu, der in ähnlicher Höhe entsteht. Wenig danach öffnet sich rechtsseits der Unterhang, wo weniger als 150 Meter vom Bachlauf entfernt der kleine Wohnplatz Kelterrain von Obstwiesen umgeben im Gewann Kelterrain steht. Hundert Meter weiter öffnet sich auch linksseits der Unterhang zu einer Wiesenflur, in welcher der Weiler Großlindig und etwas später der Weiler Kleinlindig stehen.
Der Bach ist nun einen halben bis anderthalb Meter breit, sein Grund ist feinkiesig bis steinig. Linksseits steht eine etwa 10 Meter hohe, steile Böschung, während rechtsseits die Eintiefung viel kleiner ist und flacher ansteigt. Unmittelbar um den Bach erstreckt sich ein kleiner Auenwald aus Eschen, Schwarzerlen, etwas ferner stehen auch Eichen und Ahornbäume. Von rechts fließt ein kurzes Bächlein vom Hundsberg herab gegenüber der Ackerflur zu, die linksseits begonnen hat.
Danach wird der Baum- und Strauchbewuchs am Ufer sporadischer. Der Bachlauf fließt von nun an in einigen langen, schnurgeraden Abschnitten. Ab dem zweiten Laufknick begleitet auf seinem letzten halben Kilometer ein Uferröhricht den Lauf. Etwa 150 Meter vor der Mündung quert der Bach noch die von der L 1046 am Fuß des Bergsporns, auf dem das Städtchen von Waldenburg steht, nach Neuenstein-Kesselfeld abgehende K 2355.
Schließlich fließt der Bauzenbach kurz vor dem 0,5 ha großen Mühlweiher beim Waldenburger Rebbigshof auf 334,9 m ü. NHN von links in den mittleren Epbach ein. Der Bauzenbach mündet nach 2,2 km langem Lauf mit mittlerem Sohlgefälle von rund 54 ‰ etwa 115 Höhenmeter unterhalb des Bachbeginns beim Waldenburger Streithof.

### Einzugsgebiet
Das Einzugsgebiet des Bauzenbachs ist 2,2 km² groß. Es liegt am Nordabfall der Waldenburger Berge, die naturräumlich ein Unterraum der Schwäbisch-Fränkischen Waldberge sind, zu dem knapp die Hälfte des Einzugsgebietes am oberen Abhang gehören; die größten Höhen am Bergtrauf um die obere Talmulde erreichen knapp 500 m ü. NHN. Die tieferen Anteil des Einzugsgebiets gehören dagegen zur Öhringer Ebene im Unterraum Westliche Hohenloher Ebene der Hohenloher und Haller Ebene.
Der Wald am Oberhang erstreckt sich noch etwas über die Naturraumgrenze herab, darunter gibt es etwas Baumwiesen, meist aber rechtsseits des Bachlaufs Wiesen und linksseits Äcker.
Ein schmaler Ring von Siedlungsteilen Waldenburgs zieht sich noch diesseits der Wasserscheide um die obere Talmulde, von der Siedlung um die Hohenlohestraße, die westlich auf dem linken Sporn des Theresienbergs steht, über den Streithof an der südlichen Wasserscheide bis zum Städtchen von Waldenburg, das auf dem Waldenburger Bergsporn im Osten steht. In der weiten Talmulde stehen dann nahe dem Mittellauf der Wohnplatz Kelterrain am rechten und dann die Weiler Oberlindig und Unterlindig am linken Unterhang.
Das Einzugsgebiet liegt fast vollständig im Stadtgebiet Waldenburgs, ausgenommen nur kleine, unbewohnte Gebietszwickel an der westlichen Wasserscheide, die zur Nachbarstadt Neuenstein gehören.
Jenseits der südlichen Wasserscheide beim Streithof liegt das Quellgebiet der viel größeren Bibers. Hinter dem Waldenburger Bergsporn im Osten fließt der obere Epbach. Jenseits der westlichen liegt im unteren Bereich das Quellgebiet des Kesselbachs, der unterhalb des Bauzenbachs in den Epbach mündet, weiter bergaufwärts hinter dem Theresienberg fließt der Schlundbach zum Kesselbach hinab.

### Zuflüsse
Liste der Zuflüsse von der Quelle zur Mündung. Gewässerlänge, Einzugsgebiet und Höhe nach den entsprechenden Layern auf der Onlinekarte der LUBW. Andere Quellen für die Angaben sind vermerkt.
- (Anderer Quellast), von rechts und Südosten auf 364,9 m ü. NHN[LUBW 2] nahe Waldenburg-Kelterrain, 0,6 km und unter 0,4 km². Entsteht auf etwa 445 m ü. NHN in Fortsetzung des Finkenwegs von Waldenburg unterm Bergtrauf.
- (Hangbach vom Hundsberg), von rechts und Südosten auf etwa 350 m ü. NHN gegenüber Waldenburg-Großlindig, ca. 0,2 km[LUBW 8] und ca. 0,1 km². Entsteht auf etwa 370 m ü. NHN nordöstlich von Kelterrain.

## Geologie
Um das obere Einzugsgebiet liegt vom Theresienberg über den Streithof bis zum Städtchen Waldenburg ein Randstreifen des Kieselsandsteins (Hassberge-Formation), der die Höhe der Waldenburger Berge bedeckt. Darunter streichen in schneller Folge die Unteren Bunten Mergel (Steigerwald-Formation) und der Schilfsandstein (Stuttgart-Formation) aus. Im Übergangsbereich zum Gipskeuper (Grabfeld-Formation), der den restlichen, nach Fläche weit größeren Teil des Einzugsgebietes bedeckt, entstehen die beiden Oberläufe.
Diese laufen schon früh in einem holozänen Schwemmsedimentband, das sich talwärts deutlich ausweitet und etwas unterhalb von Kleinlindig aus Auenlehmen besteht. Darin gibt es zentral in der Mulde bis etwas vor der K 2355 Altwasserablagerungen, vermutlich wegen eines früher dort angestauten Teichs, von dem aber die heutigen Karten keinerlei Rest mehr zeigen.

## Schutzgebiete
Fast das ganze Einzugsgebiet liegt im Naturpark Schwäbisch-Fränkischer Wald und die überwiegenden unbesiedelten Teile davon im Landschaftsschutzgebiet Landschaftsteile im Raum Waldenburg.

## Tourismus
Ein Abschnitt des Frankenwegs (Hauptwanderweg 8) des Schwäbischen Albvereins verläuft auf der Traufhöhe des Bauzenbachtals bei Waldenburg vom Theresienberg-Sporn bis zum Streithof, wo ein mit blauem Punkt markierter Wanderweg abzweigt, der das Obertal von dort weiter bis auf die Spitze des Waldenburger Bergsporns mit dem Schloss Waldenburg umrundet.
Der Waldenburger Bergsporn erlaubt weiten Ausblick nach Norden auf die Hohenloher Ebene. Von der westlichen Stadtmauer des Städtchen und einem Fußgängerweg an ihrem Fuß kann man die Talmulde des Bauzenbachs umfassend überschauen.

### LUBW
Amtliche Online-Gewässerkarte mit passendem Ausschnitt und den hier benutzten Layern: Lauf und Einzugsgebiet des Bauzenbachs

Allgemeiner Einstieg ohne Voreinstellungen und Layer: Daten- und Kartendienst der Landesanstalt für Umwelt Baden-Württemberg (LUBW) (Hinweise)
1. 1 2 3  Höhe nach dem Höhenlinienbild auf dem Hintergrundlayer Topographische Karte.
2. 1 2  Höhe nach grauer Beschriftung auf dem Hintergrundlayer Topographische Karte.
3. 1 2  Länge nach dem Layer Gewässernetz (AWGN).
4. ↑  Einzugsgebiet nach dem Layer Basiseinzugsgebiet (AWGN).
5. ↑  Natur teilweise nach dem Layer Geschützte Biotope.
6. ↑  Seefläche nach dem Layer Stehende Gewässer.
7. ↑  Einzugsgebiet abgemessen auf dem Hintergrundlayer Topographische Karte.
8. ↑  Länge abgemessen auf dem Hintergrundlayer Topographische Karte.
9. ↑  Schutzgebiete nach den einschlägigen Layern.

### Andere Belege
1. ↑  Abfluss-BW: Modellierte Abflusswerte an der Mündung
2. ↑  Wolf-Dieter Sick: Geographische Landesaufnahme: Die naturräumlichen Einheiten auf Blatt 162 Rothenburg o. d. Tauber. Bundesanstalt für Landeskunde, Bad Godesberg 1962. → Online-Karte (PDF; 4,7 MB)
3. ↑  Geologie nach den Layern zu Geologische Karte 1:50.000 auf: Mapserver des Landesamtes für Geologie, Rohstoffe und Bergbau (LGRB) (Hinweise)